# Endre Kiss (Philosophiehistoriker)
Endre Kiss (* 2. Juli 1944 in Debrecen) ist ein ungarischer Philosoph und Hochschullehrer.

## Leben
Kiss wurde 1997 promoviert und habilitierte sich 2002 an der Universität Debrecen im Fach Philosophie. Seit 1985 ist er Teil des Forschungsstipendien-Programms der Humboldt-Stiftung. Kiss hatte Professuren an verschiedenen ungarischen Universitäten inne und ist zurzeit Professor am Lehrstuhl für Philosophiegeschichte der Philosophischen Fakultät der Budapester Eötvös-Loránd-Universität. Daneben ist er auch an der Jüdischen Universität Budapest tätig.
Kiss beschäftigt sich vor allem mit Philosophiegeschichte und philosophischer Ideengeschichte. Schwerpunkte seiner Forschungen sind unter anderem die Werke von Friedrich Nietzsche und Hermann Broch. Kiss publiziert viele Schriften auch in deutscher Sprache. Außerdem übersetzte er die biografische Darstellung über Georg Lukács des Autors István Hermann.

## Auszeichnungen
- 2017: Sándor Scheiber Preis
- 2007: Árpád Kiss Preis

## Schriften (Auswahl)
- Der Tod der k.u.k. Weltordnung in Wien. Ideengeschichte Österreichs um die Jahrhundert-Wende, Böhlau, Wien/Köln/Graz 1986, ISBN 978-3-205-00539-1.
- Studien zur österreichischen Philosophie, Junghans, Cuxhaven/Dartford 1995, ISBN 978-3-926848-50-5.
- Against new metaphysics. Studies on positive metaphysics and everyday consciousness, Junghans, Cuxhaven/Dartford 1996, ISBN 978-3-926848-60-4.
- Zur Rekonstruktion der präsentischen Rationalität Mittel-Europas. Eine Problemskizze, Junghans, Cuxhaven/Dartford 1998, ISBN 978-3-932905-11-7.
- Erkenntnis als mächtigster Affekt. Nietzsche-Studien, Junghans, Cuxhaven/Dartford 2003, ISBN 978-3-932905-57-5.
- Philosophie und Literatur des negativen Universalismus. Intellektuelle Monographie über Hermann Broch, Junghans, Cuxhaven/Dartford 2005, ISBN 978-3-932905-41-4.